# Tycho Brahe (hố Sao Hỏa)
Tycho Brahe là một hố va chạm trên Sao Hỏa được đặt tên theo sau nhà thiên văn học người Đan Mạch Tycho Brahe (1546–1601). Hố tọa lạc tại Cerberus khoảng 49.8° nam và 213.9° tây, tại khu vực mà phía nam là hố Martz và phía đông là đồng bằng Hellas. Hố có đường kính là 105 km. Tên được lấy từ Hiệp hội Thiên văn Quốc tế vào năm 1973.